# 普里斯特利陨击坑
普里斯特利陨击坑（Priestley）是火星埃里达尼亚区的一座撞击坑，坐落于更大的霍尔丹陨击坑东南，其中心坐标位于南纬54.4度、西经229.4度处，直径41.9公里。该特征取名自英国牧师暨化学家约瑟夫·普利斯特里(1733年-1804年），1973年被国际天文联合会行星系统命名工作组批准接受.。

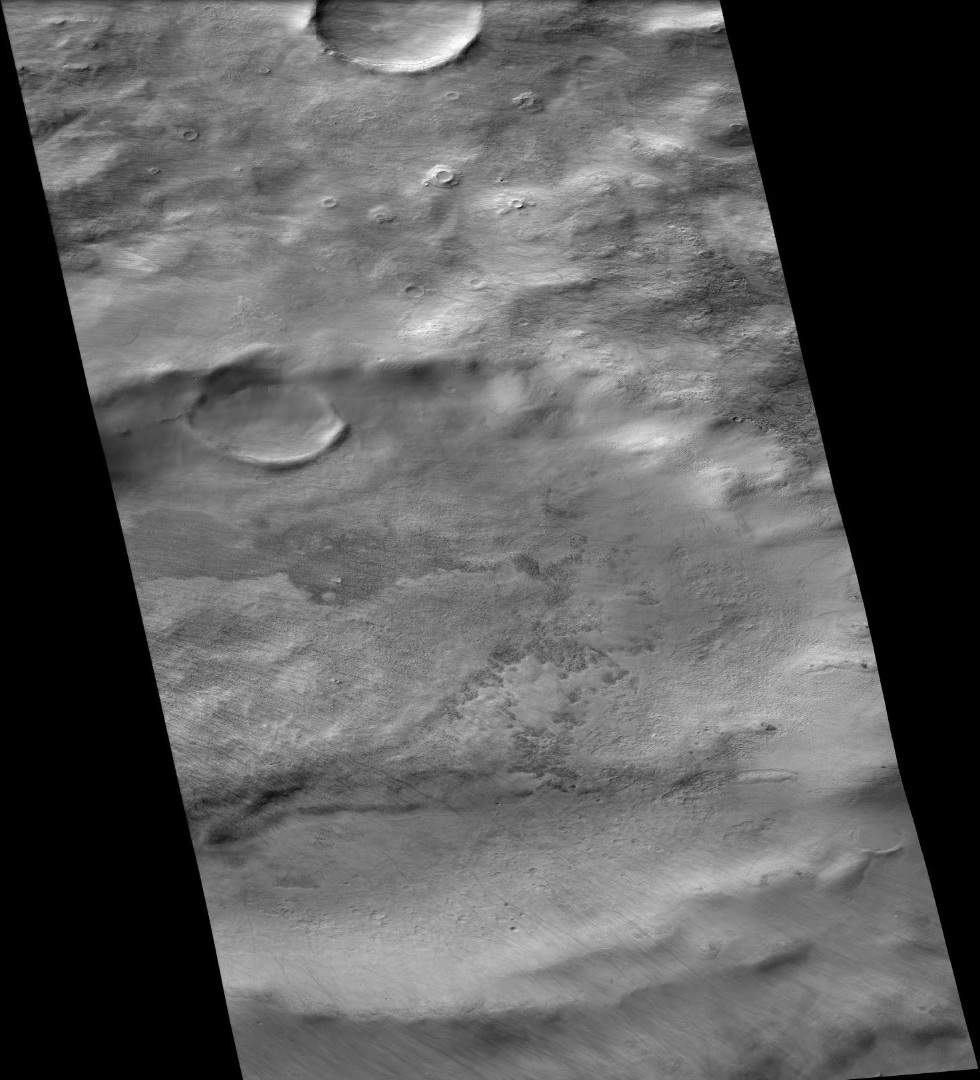
火星勘测轨道飞行器背景相机拍摄的普里斯特利陨击坑。
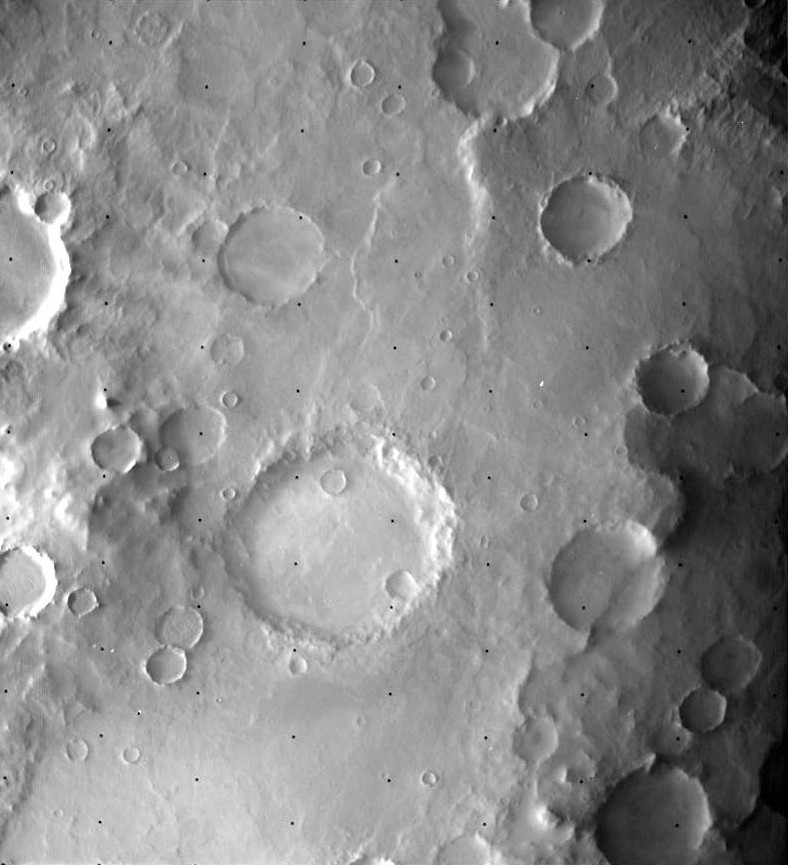
海盗1号轨道器拍摄的霍尔丹陨击坑（中间）和普里斯特利陨击坑（右侧）。

## 另请查看
- 火星气候
- 火星地质
- 撞击坑
- 撞击事件
- 火星撞击坑
- 火星矿石资源
- 行星体系命名法